# The Zephyr Song
The Zephyr Song ist ein Lied der US-amerikanischen Rockband Red Hot Chili Peppers. Es erschien am 8. Oktober 2002 als zweite Single aus dem Album By the Way.

## Hintergrund
Das Lied wurde von den vier Bandmitgliedern geschrieben und als Single in zwei Teilen veröffentlicht. Beide Ausgaben enthielten zwei bisher unbekannte B-Seiten, sodass sie insgesamt vier Nicht-LP-Titel enthielten. Das Lied handelt von der Heilkraft der Natur und der menschlichen Verbindung dazu. Im April 2017 wurde bekannt, dass Gitarrist John Frusciante unbeabsichtigt das Lied Pure Imagination aus dem Film Charlie und die Schokoladenfabrik von 1971 eingefügt hatte. Die ersten drei Gitarrennoten des Liedes sind die gleichen wie die ersten drei gesungenen Noten aus Pure Imagination.

## Musikvideo
Das Musikvideo, das am 30. September 2002 veröffentlicht wurde, wurde von Jonathan Dayton und Valerie Faris gedreht. Das Paar arbeitete zuvor bereits an anderen Videos mit der Band zusammen und arbeitete bis Mitte der 2000er Jahre weiterhin mit der Gruppe. Das Video erinnert an ein Kaleidoskop, indem es kreisförmige und ineinander verschlungene Figuren verwendet, um das psychedelische Gefühl zu erreichen, das die Band anstrebte. Sänger Anthony Kiedis sagte später über das Video: „John und Flea wollten etwas Unglaubliches, einfach irgendwie Obskures und Psychedelisches. Heutzutage ist es wirklich schwer, echte Psychedelik zu finden, weil sich jeder auf Computer und all das Zeug verlassen möchte, das wirklich nicht weiß, wie man den Kern des Psychedelischen findet. Ich hatte also meine Vorbehalte, aber es gibt einige Momente in diesem Video, in denen ich denke, dass es eingefangen wurde.“ Im Musikvideo ist auch Fleas damalige Partnerin Tobey Torres zu sehen.

## Kommerzieller Erfolg

### Chartplatzierungen
| ChartsChartplatzierungen       | Höchstplatzierung | Wochen |
| ------------------------------ | ----------------- | ------ |
| Deutschland (GfK)              | 65 (3 Wo.)        | 3      |
| Schweiz (IFPI)                 | 100 (1 Wo.)       | 1      |
| Vereinigte Staaten (Billboard) | 49 (14 Wo.)       | 14     |
| Vereinigtes Königreich (OCC)   | 11 (10 Wo.)       | 10     |

### Auszeichnungen für Musikverkäufe
| Land/Region                  | Auszeichnungen für Musikverkäufe (Land/Region, Auszeichnung, Verkäufe) | Verkäufe  |
| ---------------------------- | ---------------------------------------------------------------------- | --------- |
| Neuseeland (RMNZ)            | Platin                                                                 | 30.000    |
| Vereinigte Staaten (RIAA)    | Gold                                                                   | 500.000   |
| Vereinigtes Königreich (BPI) | Platin                                                                 | 600.000   |
| Insgesamt                    | 1× Gold · 2× Platin ·                                                  | 1.130.000 |

Hauptartikel: Red Hot Chili Peppers/Auszeichnungen für Musikverkäufe